# Diez (álbum de Alaska + Dinarama)
Diez es el primer y único álbum recopilatorio del grupo español Alaska + Dinarama, que incluye una regrabación de canciones que fueron escritas desde la etapa de Alaska y los Pegamoides, ya que el álbum conmemora los diez años de carrera musical conjunta de Alaska, Nacho Canut y Carlos Berlanga. El disco se concibió en un momento en el que la carrera musical del grupo pasaba por una etapa de escasez creativa. El álbum contiene nuevas versiones de canciones de Pegamoides, del álbum Canciones profanas (1983), caras B de sencillos y canciones inéditas.

## Antecedentes y desarrollo
A finales de 1987, Dinarama consideraró la posibilidad de grabar un nuevo disco, pero la escasez creativa de Carlos Berlanga obligó a posponer la grabación de un álbum con material inédito. En su lugar, optaron por confeccionar un disco recopilatorio, pensado principalmente para el mercado americano, que incluyera nuevas versiones de canciones de Alaska y los Pegamoides, temas del primer álbum de estudio de Dinarama, Canciones profanas (1983), caras B de sencillos no regrabadas para el álbum Deseo carnal (1984), así como dos canciones inéditas: «Sospechas» y «Hacia el abismo».

## Grabación
La producción de casi la totalidad del disco estuvo a cargo de Nick Patrick por última vez, con la excepción de las versiones de «Bailando (Radio-Mix)» y «Bailando (Do-Re-Mix)», que fueron producidas, arregladas y mezcladas por Jesús Gómez. El sonido de este álbum se asemejaba al de Deseo carnal (1984), aunque con menos arreglos de cuerdas y metales, y un enfoque ligeramente más guitarrero. Como principal novedad en su sonido, el grupo comenzó a experimentar con los samples. El uso del sample se desarrolla de manera más notable en las nuevas versiones de «Bailando», «Sospechas» y «Rey del Glam», las cuales fueron realizadas por Gómez, quien ya había colaborado en No es pecado (1986) con algunos arreglos. Estas versiones reflejan una mayor integración de la tecnología digital en el sonido del grupo, marcando una evolución en su estilo musical. En este disco, las colaboraciones fueron menos numerosas que en el anterior, aunque sobresalieron dos de especial relevancia: Germán Coppini, quien interpretó la parte rapeada en la versión de «Bailando», y el ilustre maestro Asins Arbó, encargado de realizar los arreglos de orquesta en el tema «Cebras».
El título que dio nombre al álbum, que pudo considerarse pretencioso, hacía referencia a dos aspectos: la celebración de los diez años de trayectoria del grupo en la escena musical y al número de canciones que componían el disco. Esta producción marcó el cierre de una etapa en la relación de Alaska y Nacho con Carlos, cuya relación ya se encontraba algo deteriorada, y abrió paso a un nuevo enfoque dentro del grupo.

## Publicación y promoción
En su edición original de 1987, el álbum Diez, tanto en su formato de vinilo como en casete, contenía exclusivamente diez canciones, entre ellas la versión «Bailando (Radio-Mix)», único tema producido, arreglado y mezclado por Jesús Gómez. Sin embargo, en 1988, este mismo trabajo discográfico fue reeditado, esta vez en formato de disco compacto, con un listado de canciones modificado. En esta nueva versión, la pista número 6, «Bailando (Radio-Mix)», fue sustituida por «Bailando (Midi-Mix)», producida, arreglada y mezclada por Nick Patrick, y se añadió una canción adicional que no figuraba en la edición original: la versión de «Bailando (Do-Re-Mix)», lo que elevó el total a once canciones en el CD. Tanto las versiones «Midi-Mix» como «Do-Re-Mix» de «Bailando» habían sido publicadas previamente (en 1987) en el maxisencillo de vinilo de dicha canción, pero no habían sido incluidas en el álbum hasta su reedición.

### Sencillos
El tema seleccionado como primer sencillo fue «Bailando (Radio-Mix)», y se lanzó un segundo sencillo doble que incluía «Sospechas» y «Rey del Glam». A pesar de contar con una sólida campaña de promoción en España, la repercusión de este disco no alcanzó niveles elevados, estimándose que se vendieron alrededor de 75.000 copias. La promoción del álbum se orientó principalmente hacia el mercado americano, donde gozó de una mayor aceptación, particularmente en países como México, Colombia y Venezuela.
Durante este periodo, también se familiarizaron con el acid house y, en el Reino Unido, se publicó un maxisencillo que contenía dos remezclas distintas de «Bailando», adoptando dicho género. La primera versión fue con voz, mientras que la segunda fue instrumental:  «Bailando (Balearic Matey Mix)» y «Bailando (Ácido Español Mix)», respectivamente. Esta segunda remezcla fue además incluida en un recopilatorio alemán titulado Acied Inferno. Sin embargo, estas remezclas no fueron lanzadas en España, ya que en ese momento dicho estilo no despertaba un interés notable en el país.

## Lista de canciones
- LP y casete - Primera edición (1987):[5]

Lado A:
| N.º | Título                                                                  | Escritor(es)          | Duración |  |
| 1.  | «Sospechas*»                                                            | C. Berlanga, I. Canut | 3:45     |  |
| 2.  | «Rey del Glam» (Versión de 1987)                                        | C. Berlanga, I. Canut | 4:26     |  |
| 3.  | «Jaime y Laura» (Versión de 1984; Lado B del sencillo "Ni tú ni nadie") | C. Berlanga, I. Canut | 4:17     |  |
| 4.  | «Cebras» (Versión de 1987)                                              | C. Berlanga, I. Canut | 2:50     |  |
| 5.  | «Vértigo» (Versión de 1987)                                             | C. Berlanga, I. Canut | 1:40     |  |

Lado B:
| N.º | Título                                                                               | Escritor(es)          | Duración |  |
| 6.  | «Bailando» (Radio-Mix)                                                               | C. Berlanga, I. Canut | 3:48     |  |
| 7.  | «El hospital» (Versión de 1987)                                                      | C. Berlanga, I. Canut | 2:12     |  |
| 8.  | «Perlas ensangrentadas» (Versión de 1987)                                            | C. Berlanga, I. Canut | 3:22     |  |
| 9.  | «Tormento» (Versión de 1984; Lado B del sencillo "¿Cómo pudiste hacerme esto a mi?") | C. Berlanga, I. Canut | 4:42     |  |
| 10. | «Hacía el abismo*»                                                                   | C. Berlanga, I. Canut | 5:00     |  |

- canciones nuevas, inéditas.

- CD-álbum / Reedición:[6][5]

| Diez (1988) |                                                                                      |                       |          |  |
| N.º         | Título                                                                               | Escritor(es)          | Duración |  |
| 1.          | «Sospechas*»                                                                         | C. Berlanga, I. Canut | 3:45     |  |
| 2.          | «Rey del Glam» (Versión de 1987)                                                     | C. Berlanga, I. Canut | 4:26     |  |
| 3.          | «Jaime y Laura» (Versión de 1984; Lado B del sencillo "Ni tú ni nadie")              | C. Berlanga, I. Canut | 4:17     |  |
| 4.          | «Cebras» (Versión de 1987)                                                           | C. Berlanga, I. Canut | 2:50     |  |
| 5.          | «Vértigo» (Versión de 1987)                                                          | C. Berlanga, I. Canut | 1:40     |  |
| 6.          | «Bailando» (Midi-Mix)                                                                | C. Berlanga, I. Canut | 3:45     |  |
| 7.          | «El hospital» (Versión de 1987)                                                      | C. Berlanga, I. Canut | 2:12     |  |
| 8.          | «Perlas ensangrentadas» (Versión de 1987)                                            | C. Berlanga, I. Canut | 3:22     |  |
| 9.          | «Tormento» (Versión de 1984; Lado B del sencillo "¿Cómo pudiste hacerme esto a mi?") | C. Berlanga, I. Canut | 4:42     |  |
| 10.         | «Hacía el abismo*»                                                                   | C. Berlanga, I. Canut | 5:00     |  |
| 11.         | «Bailando» (Do-Re-Mix)                                                               | C. Berlanga, I. Canut | 6:36     |  |

- Canciones nuevas, inéditas.

## Créditos y personal
- Grabación y mezcla en Estudios Hispavox (Madrid).

### Intérpretes y músicos
- Alaska: voz
- Carlos Berlanga: voz
- Germán Coppini: voz y coros
- Sergio Castillo: batería
- Juan Carlos Aured: batería, coros
- Luis Miguélez: guitarra, coros
- Marcos Mantero: teclado

### Composición y producción
- Alaska: arreglo

- Carlos Berlanga: composición, arreglo
- Nacho Canut: composición, arreglo
- Miguel Asins Arbó: arreglo
- Juan Carlos Aured: programación
- Sergio Castillo: programación
- Nick Patrick: producción, mezcla
- Luis Piñera: mezcla
- Jesús Gómez: arreglo, producción, igeniería de audio, mezcla

### Diseño y administración
- Carlos Berlanga: viñeta
- Alejandro Cabrera: fotografía
- Pablo Sycet: diseño gráfico

Créditos adaptados de las notas de Diez.